# Visoriai
Visoriai ist ein Stadtteil der litauischen Hauptstadt Vilnius. Er gehört zum Amtsbezirk Verkiai (Stadtgemeinde Vilnius).
Visoriai befindet sich nördlich vom Stadtzentrum und westlich von Santariškės. Hier gibt es den Visoriai Information Technology Park, eine Baumschule, viele Gärten und den Wald Visoriai. In Visoriai hat auch das Team der Spezialeinheit Vytis der öffentlichen litauischen Polizei seinen Sitz. 